# Dinastia Hårfagre

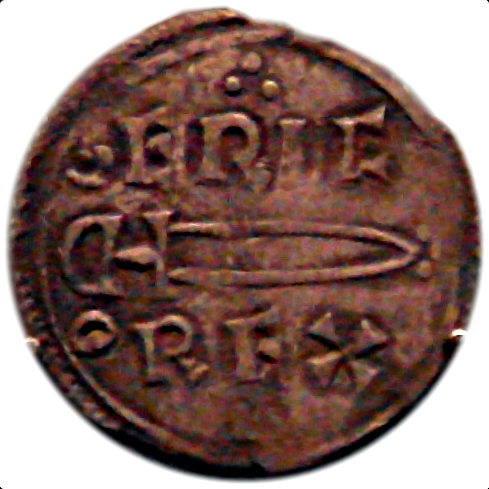

Dinastia Hårfagre (în norvegiană: Hårfagreætta) a fost o familie de regi fondată de Harald Păr-Frumos, care a unit și a condus Norvegia cu câteva întreruperi din a doua jumătate a secolului al IX-lea, în 1387, oferind patru generații de regi, dinastia încheiandu-se cu Harald al II-lea al Norvegiei în secolul al X-lea.
Dinastia Hårfagre este considerată în mod tradițional ca prima dinastie roială a Regatului Unit al Norvegiei. Ea a fost fondată de către Harald I al Norvegiei, cunoscut sub numele de Haraldr Hårfagre (Păr-Frumos), primul rege al Norvegiei care a învins ultimele rezistențe a regilor mai mici în bătălia de la Hafrsfjord din 872. Spre deosebire de alte monarhii scandinave și anglo-saxone, Norvegia nu a fost niciodată o monarhie electivă.
Cu toate acestea, în primele secole după Harald Păr-Frumos, au existat mai multe perioade în care țara nu a fost condusă în mod efectiv de rege ci de unul dintre Conții de Lade din partea de nord a Norvegiei. Prima perioadă a fost din anul 975 până în 995 sub Haakon Sigurdsson. De asemenea, deși regatul lui Harald Păr-Frumos a fost nucleul Norvegiei unificate, era încă un regat mic și centrul puterii se afla la Vestfold, în partea de sud. Atunci când Harald Păr-Frumos a murit, regatul a fost împărțit între fii săi. Unii istorici pun accent pe controlul efectiv monarhic asupra țării și susțin că Olaf al II-lea al Norvegiei care a domnit de la 1015, a fost primul rege care a deținut contolul întregii țări. Este considerat a fi forța din spatele convensiei finale a Norvegiei la creștinism și mai târziu a fost venerat ca ‘’Rex Perpetuum Norvegiæ’’ (Rege etern al Norvegiei). Unele provincii nu se aflau sub conducerea regilor Păr-Frumos înainte de Harald al III-lea al Norvegiei, prin urmare, oricare din aceștia pot fi considerați ca unificatori suplimentari ai Norvegiei. Unii conducători au fost vasali nominali ai regelui Danemarcei, inclusiv Contele Haakon.
Regii de mai târziu, până la Magnus al IV-lea al Norvegiei au fost descendenți din Harald Hardrada, din dinastia Hardrada. Cu toate acestea, mulți istorici se îndoiesc cu privire la faptul că Herald al III-lea se cobora de fapt din Harald Păr-Frumos. 
Oamenii de știință consideră acum că dinastia Hårfagre a fost parțial un produs inventat în evul mediul. Un motiv ar fi sporirea legitimității conducătorilor, oferindu-le origine regală clară care datează de la întemeierea regatului. Un alt motiv ar fi crearea arborelui genealogic pentru alte persoane prin conectarea lor cu casa roială.

## Regii Norvegiei ai Dinastiei Hårfagre

### Harald I al Norvegiei

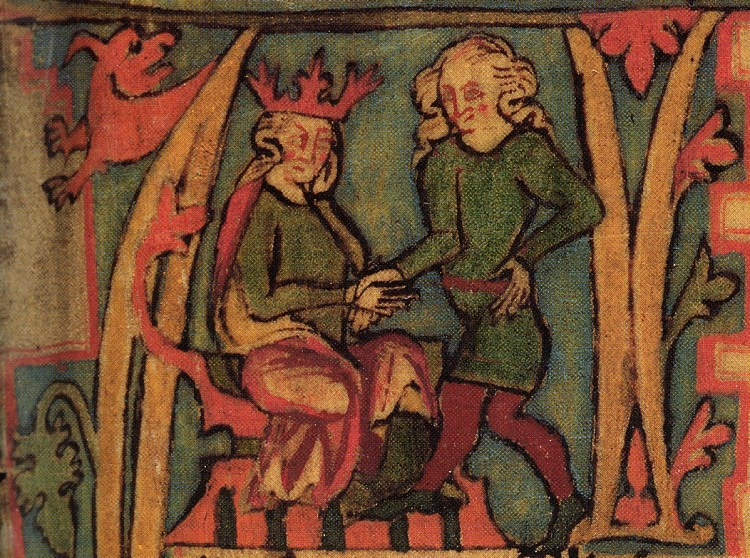

Unificarea Norvegiei sub conducerea lui Harald, era însǎ fragilǎ. Istoricii se contrazic cînd merge vorba despre teritoriul stǎpânit de el. Probabil că aceasta era regiunea de coastă din sudul Norvegiei. Dupǎ ce i-a învins pe vikingi (printre care a fost și celebrul Rollo), după cum povestește Saga, a pornit sǎ colonizeze Islanda și Normandia. La sfârșitul vieții, Harald a făcut o expediție de cucerire în vest, spre coastele Scoției, cucerind Orkney și Insulele Shetland. În primul rând a introdus în Norvegia impozitul universal, taxa permanentǎ. A luptat pentru Värmland și alte regiuni adiacente, cu konungul suedez Eric Anundsson.
A doua parte a domniei lui Harald a fost tulburată de cearta fiilor săi. Numărul de fii pe care i-a avut variază în poveștile istorice medievale de la 11 la 20. 12 dintre fii lui au fost numiți regi, iar doi dintre ei au domnit peste întreaga țară. Harald le-a oferit titlul regal și terenuri pe care trebuiau să le guverneze ca reprezentați ai săi, însă acest acord nu a pus capăt discordiei care a continuat în timpul domniei viitoare. Ajuns la bătrânețe, Harald a predat puterea supremă fiului său preferat, Eric Haraldsson, pe care intenționa să-l numească succesorul său. Eric I a condus alături de tatăl său atunci când Harald avea vârsta de 80 de ani. Harald a murit trei ani mai târziu de bătrânețe, în 933.  
Ultimii ani ai domniei au fost marcați de conflictele dintre numeroșii fii ai sǎi (numărul acestora variînd între 11 și 20). Țara fiind divizatǎ în mai multe cnezate, Harald l-a numit rege suprem, pe fiul său preferat Eirik.

### Eric I al Norvegiei

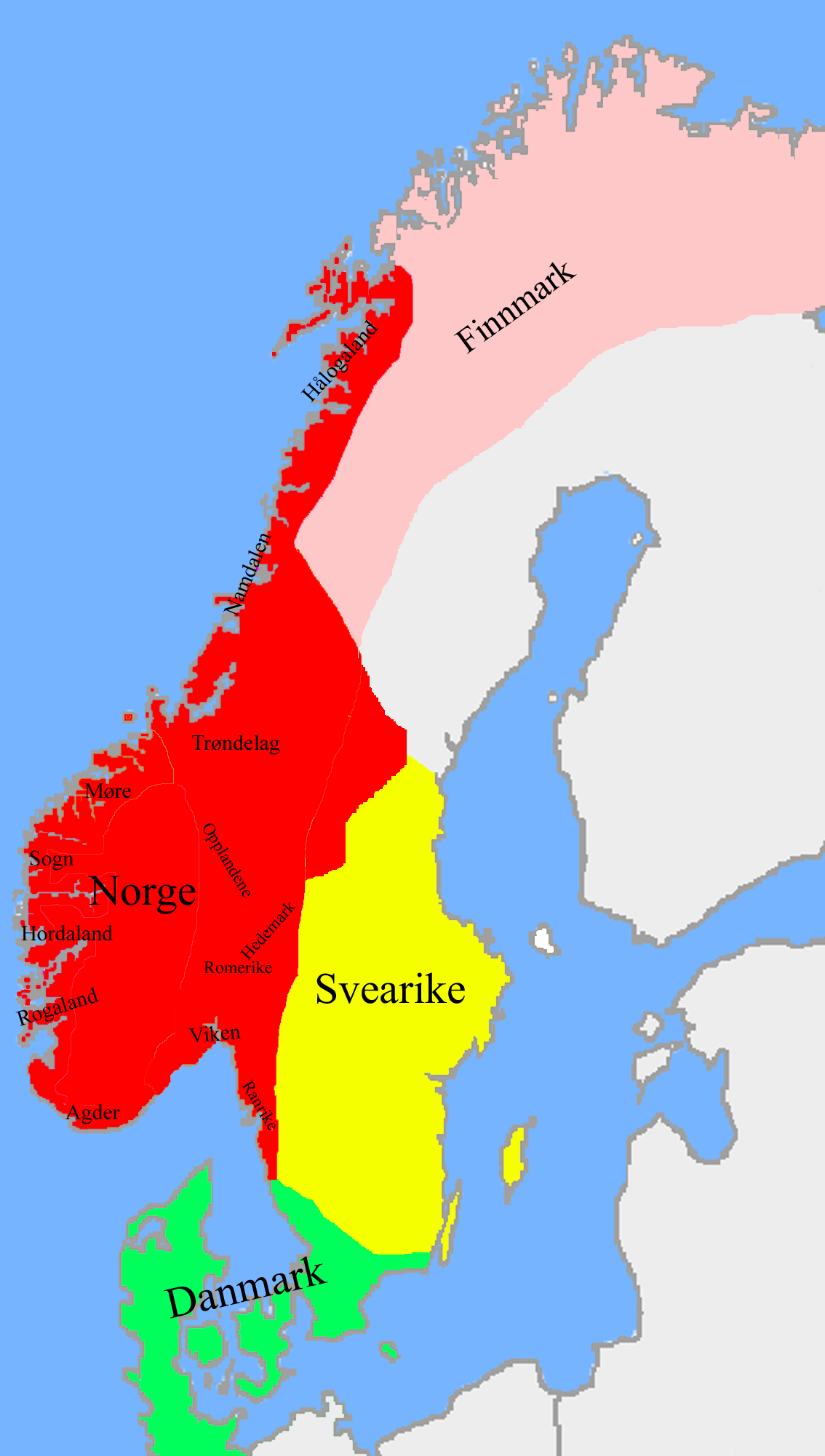
Regatul Norvegiei (roşu) în anul 1020

Potrivit istorisirii Heimskringla, Harald și-a numit fii ca regi reprezentativi peste diferite porțiuni ale regatului și intenționa ca Eric, fiul său preferat, să moștenească tronul după moartea sa. Într-o ceartă între frații vitregi, Eric l-a ucis cu brutalitate pe Radnvald, conducătorul Hadelandului și pe Bjørn Farmann, conducător de Vestfold. Când Harald a murit, Eric l-a succedat, macelărind forțele combinate ale fraților săi vitregi, Olaf și Sigrød și câștigând controlul complet al Norvegiei. La acea vreme, cel mai tânăr și mai frumos frate vitreg a lui Eric, Haakon, și-a petrecut timpul la curtea saxonă, fiind trimis acolo pentru a fi crescut de regele Athelstan. Guvernarea lui Eric era dură și despotică, căzând repede în dizgrație în fața nobililor norvegieni. În acel moment propice, Haakon s-a întors în Norvegia, i-a găsit pe nobili dornici să-l accepte ca împărat și l-au demis pe Eric, acesta fugit în Anglia. Heimskringla specifică faptul că succesul lui Haakon a fost datorat în mare parte lui Sigurd, Conte de Lade.
Povestirile nordice diferă cu privire la modul în care Eric a venit în Anglia după ce a fost forțat să fugă din Norvegia. Theodoricus scrie de sosirea lui Eric în Anglia, fiind primit acolo de regele Athelstan. Similarly susține că Eric a fugit în Anglia unde a fost primit de fratele său vitreg Haakon, unde a fost botezat și a primit tărâmul Northumbria din partea regelui Athelstan. O alta sursă spune că atunci când domnia lui Eric a devenit insuportabilă, el a fost alungat și asasinat într-o expediție în Spania. Ágrip susține că Eric a venit prima dată în Danemarca, aceasta fiind țara natală a soției sale, unde se aștepta să strângă sprijin, însă textul nu face alte afirmații.

### Haakon I al Norvegiei

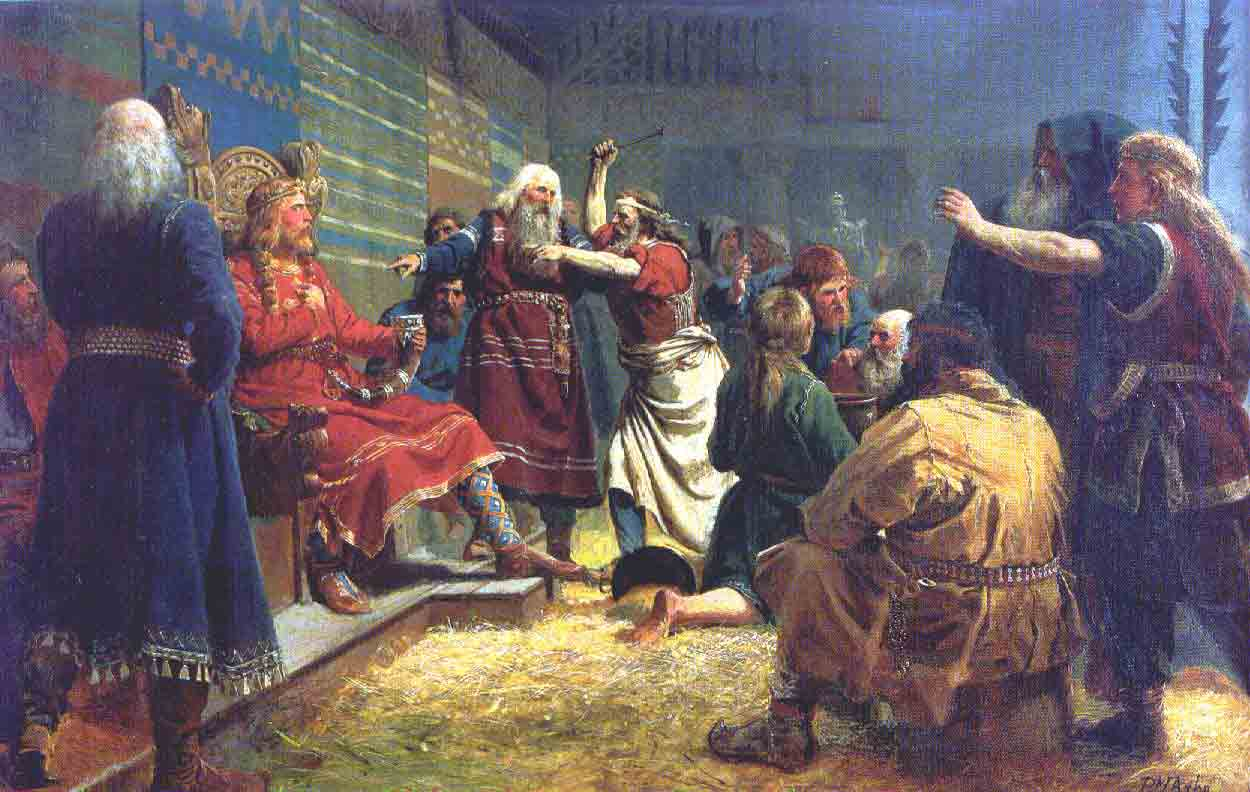

La sosirea sa în Norvegia, Haakon a câștigat sprijinul nobililor cărora le promisese că va renunța la drepturile de impozitare pretinse de tatăl său, pe proprietățile imobiliare moștenite. Eric a fost părăsit curând de toți susținătorii și și-a salvat viața fugind din țară în Insulele Orkney, iar mai târziu în Regatul Jorvik, având în cele din urmă o moartea violentă la Stainmore, Westmorland, în 954, împreună cu fiul său, Haeric.
În 953, Haakon a trebuit să poarte o luptă acerbă la Avaldsnes împotriva fiilor lui Eric. Bătălia ar fi fost la Bloodheights (Blodheia), regiunea primind acest nume în urma acestui eveniment. Haakon a câștigat bătălia de la Rastarkalv (aproape de Frei) în 955. Prin plasare stindardelor de-a lungul creastei, a dat impresia că armata sa era mai mare decât părea în realitate. El a reușit să-i păcălească pe fii lui Eric și să creadă că aceștia sunt depășiți numeric. Danezii au încercat să fugă însă au fost măcelăriți de armata lui Haakon. Fii lui Eric s-au întors în 957, sprijiniți de regele danez, Gorm cel Bătrân, însă au fost învinși din nou de armata eficientă a lui Haakon.
Haakon a avut succes aproape frecvent în orice își propunea însă nu și în încercarea de a introduce creștinismul în țară, lucru care a stârnit o opoziție cu care nu se simțea destul de puternic să se înfrunte. 

### Harald al II-lea al Norvegiei

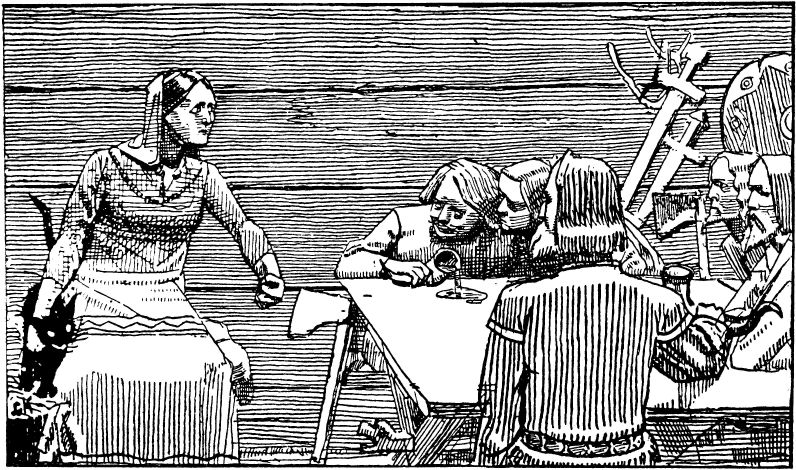

După moartea regelui Haakon, Harald și frații săi au devenit regi ai Norvegiei, însă au avut puțină autoritate în afară de vestul țării. Harad, fiind cel mai mare dintre frați, a fost mai puternic. În 961, unchiul lor, regele Harald Dinte Albastru al Danemarcei a călătorit în Norvegia și l-a declarat pe Harald Greycloak să fie vasal în Norvegia.
Pentru a-si consolida domnia, Harald a ucis conducătorii locali, inclusiv pe Sigurd Haakonsson, Tryggve Olafsson și Gudrød Bjornsson, preluând astfel puterea asupra țării până la Hålogaland. Și-a stabilit apoi contolul asupra rutei comerciale de-a lungul coastei Norvegiei și a efectuat o expediție vikingă la Bjarmaland, astăzi în zona Arhanghelsk din nordul Rusiei. Harald a devenit curând mai puțin dependent de sprijinul regelui Danemacei.
În 970, el a fost păcălit să vină în Danemarca și a fost ucis la Hals în Limfjord, într-un complot planificat de fiul lui Sigurd Haakonsson, Haakon Sigurdsson, care a devenit aliatul regelui Danemarcei. Haakon Sigurdsson a devenit Conte de Lade după ce tatăl său a fost ucis de oamenii lui Harald Greycloak în 961. Cei doi frați care au supraviețuit au fugit din țară după moartea fratelui lor. Odată cu moartea lui Harald Greycloak, regele Danemarcei a câștigat din nou putere asupra Norvegiei și l-a sprijinit pe Haakon Sigurdsson ca rege vasal.